# 다카마쓰역 (가가와현)
다카마쓰역(일본어: 高松駅 타카마츠에키[*])은 일본 가가와현 다카마쓰시에 있는 철도역이다.

## 타는 곳
터미널형 승강장이며, 여수엑스포역과 같은 형태로 승강장들이 이어진 부분을 이용해 승강장으로 출입한다.

## 역세권 정보
- 시코쿠 여객철도 본사
- 다카마쓰 축항 역(다카마쓰코토히라 전기 철도 고토히라 선)
- 국도 제30호선
- 가가와 현도 제173호선
- 다카마쓰성 터
- 선포트 다카마쓰
- 세토 내해
- 일본은행 다카마쓰 지점
- NHK 다카마쓰 방송국

## 역사
- 1897년 2월 21일: 영업 개시.
- 1906년 12월 1일: 국유화.
- 1987년 4월 1일: 시코쿠 여객철도에 이관.
- 2008년 6월 1일: 자동 개찰 사용 개시.
- 2012년 3월 17일: ICOCA 도입.(다만 요산 선 이용 시만 사용 가능.)

## 인접역
| 시코쿠 여객철도 ■ 요산 선   | 시코쿠 여객철도 ■ 요산 선 | 시코쿠 여객철도 ■ 요산 선   |
| --------------------------- | ------------------------- | --------------------------- |
| 시·종착역                   | 쾌속 마린라이너           | 사카이데 Y 08 오카야마 방면 |
| 시·종착역                   | 쾌속 선포트               | 하시오카 Y 03 다도쓰 방면   |
| 시·종착역                   | 보통                      | 고자이 Y 01 마쓰야마 방면   |
| 시코쿠 여객철도 ■ 고토쿠 선 |                           |                             |
| 시·종착역                   |                           | 쇼와초 T 27 도쿠시마 방면   |